# لا مفر (فلم 2015)
لا مفر (بالإنجليزية: No Escape) هو فيلم حركة تم إنتاجه في الولايات المتحدة وصدر في سنة 2015. الفيلم من إخراج جان إيرك دويدل وكتابة جان إيرك دويدل ودرو دويدل. من بطولة أوين ويلسون وليك بيل وبيرس بروسنان.

## القصة
موظف أمريكي يقرر القبول بوظيفة في إحدى دول شرق آسيا بسبب إفلاس شركته في أمريكا فيصطحب عائلته معه للقبول بعمله الجديد وفي نفس الليلة التي يصلون فيها يحدث انقلاب عسكري في هذه الدولة ويصبح جميع الأجانب مستهدفين ومطاردين من الانقلابيين فيحاول النجاة بعائلته والخروج بهم لبر الأمان.

## الممثلون والشخصيات
- أوين ويلسون (بدور: جاك دوير)
- ليك بيل (بدور: آني دوير)
- بيرس بروسنان (بدور: هاموند)

## الإنتاج
موظف أمريكي يقرر القبول بوظيفة في إحدى دول شرق آسيا بسبب إفلاس شركته في أمريكا فيصطحب عائلته معه للقبول بعمله الجديد وفي نفس الليلة التي يصلون فيها يحدث انقلاب عسكري في هذه الدولة ويصبح جميع الأجانب مستهدفين ومطاردين من الانقلابيين فيحاول النجاة بعائلته والخروج بهم لبر الأمان.

## الميزانية والإيرادات
حقق أرباحا تقدر بـ 25.7 مليون دولار.

## ردود الفعل
حصل الفيلم على ردود أفعال مختلفة لتصل بمجموع تقييم الفيلم على موقع الطماطم الفاسدة 43% بمعدل تقييم 4.9/10 . واستنادا إلى 33 مراجعة على موقع ميتاكريتيك حصل الفيلم على 38 نقطة من 100

## وصلات خارجية
- مقالات تستعمل روابط فنية بلا صلة مع ويكي بيانات